# نصر الدين إيمافوف
نصر الدين عبد العظيموفيتش إيمافوف (بالفرنسية: Nasourdin Abdoulazimovitch Imavov؛ مواليد 1 مارس 1995) هو مُقاتل فنون قتالية مختلطة فرنسي يُنافس في فئة الوزن المتوسط في يو إف سي. اعتبارًا من 11 فبراير 2025، احتل المركز الأول في تصنيفات يو إف سي للوزن المتوسط.

## الخلفية
وُلِد إيمافوف لعائلة عرقية قوموقية في خاسافيورت، داغستان، روسيا. في سن التاسعة، انتقل إيمافوف مع عائلته إلى سالون دو بروفانس، فرنسا، حيث بدأ الملاكمة. بعد ذلك، اكتشف فنون القتال المختلطة، وفي سن التاسعة عشرة، انتقل إلى باريس مع شقيقه الأكبر داجوير، حيث انضما إلى مصنع إم إم إيه التابع لفرناند لوبيز.

## مسيرته في فنون القتال المختلطة

### بدايته
بدأ إيمافوف مسيرته الاحترافية في عام 2016، وحقق رصيد بلغ 8–2. وكان قد حقق 5 انتصارات متتالية قبل التوقيع مع يو إف سي، وخلال ذلك الوقت فاز بطولة تي إف إل للوزن المتوسط وتغلب في الجولة الأولى على بطل يو إف سي للوزن المتوسط السابق جوناثان مونييه في حدث أريس إف سي 1 في 14 ديسمبر 2019.

### يو إف سي
خاض إيمافوف أول نزال له في يو إف سي ضد جوردان ويليامز في 4 أكتوبر 2020، في يو إف سي على إي إس بي إن: هولم ضد ألدانا. وفاز بالنزال بقرار القضاة بالإجماع.
واجه إمافوف بطل يو إف سي للوزن المتوسط السابق مرتين إسرائيل أديسانيا في الحدث الرئيسي في 1 فبراير 2025 في بطولة يو إف سي ليلة القتال 250. وفاز بالقتال بالضربة القاضية الفنية في الجولة الثانية. وقد نال من هذا النزال مكافأة أداء الليلة الأولى له.

## البطولات والإنجازات

### فنون القتال المختلطة
- يو إف سي
  - أداء الليلة (مرة واحدة) ضد إسرائيل أديسانيا[14]
- دوري القتال الثاندسترايك
  - بطولة تي إف إل للوزن المتوسط (مرة واحدة؛ السابقة)

## سجل فنون القتال المختلطة
| السجل المهني |        |         |
| 21 نزال      | 16 فوز | 4 خسارة |
| ضربة قاضية   | 7      | 0       |
| إخضاع        | 4      | 1       |
| قرار القضاة  | 5      | 3       |
| بدون قرار    | 1      | 1       |

| النتيجة | السجل    | الخصم                 | الطريقة                            | الحدث                                        | التاريخ        | الجولة | الوقت | المكان                                   | الملاحظات                                                                           |
| ------- | -------- | --------------------- | ---------------------------------- | -------------------------------------------- | -------------- | ------ | ----- | ---------------------------------------- | ----------------------------------------------------------------------------------- |
| فاز     | 16–4 (1) | إسرائيل أديسانيا      | ضربة فنية قاضية (باللكمات)         | يو إف سي ليلة القتال: أديسانيا ضد إيمافوف    | 1 فبراير 2025  | 2      | 0:30  | الرياض، السعودية                         | أداء الليلة.                                                                        |
| فاز     | 15–4 (1) | بريندان ألين          | قرار القضاة (بالإجماع)             | يو إف سي ليلة القتال: مويكانو ضد سان دوني    | 28 سبتمبر 2024 | 3      | 5:00  | باريس، فرنسا                             |                                                                                     |
| فاز     | 14–4 (1) | جاريد كانونير         | ضربة فنية قاضية (باللكمات)         | يو إف سي على إي إس بي إن: كانونير ضد إيمافوف | 8 يونيو 2024   | 4      | 1:34  | لويفيل، كنتاكي، الولايات المتحدة         |                                                                                     |
| فاز     | 13–4 (1) | رومان دوليدز          | قرار القضاة (بالأغلبية)            | يو إف سي ليلة القتال: دوليدز ضد إيمافوف      | 3 فبراير 2024  | 5      | 5:00  | لاس فيغاس، نيفادا، الولايات المتحدة      | تم خصم نقطة واحدة من إيمافوف في الجولة الرابعة بسبب ركلة سوكر غير قانونية.          |
| ب.ف     | 12–4 (1) | كريس كيرتس            | بدون فائز (اصطدام عرضي بين الرؤوس) | يو إف سي 289                                 | 10 يونيو 2023  | 2      | 3:04  | فانكوفر، كولومبيا البريطانية، كندا       | العودة إلى الوزن المتوسط. أدى اصطدام الرأس العرضي إلى عدم قدرة كيرتس على الاستمرار. |
| خسر     | 12–4     | شون ستريكلاند         | قرار القضاة (بالإجماع)             | يو إف سي ليلة القتال: ستريكلاند ضد إيمافوف   | 14 يناير 2023  | 5      | 5:00  | لاس فيغاس، نيفادا، الولايات المتحدة      | الظهور الأول في وزن خفيف الثقيل.                                                    |
| فاز     | 12–3     | خواكين باكلي          | قرار القضاة (بالإجماع)             | يو إف سي ليلة القتال: غان ضد تويفاسا         | 3 سبتمبر 2022  | 3      | 5:00  | باريس، فرنسا                             |                                                                                     |
| فاز     | 11–3     | إدمن شاهبازيان        | ضربة فنية قاضية (بالمرفقين)        | يو إف سي 268                                 | 6 نوفمبر 2021  | 2      | 4:42  | مدينة نيويورك، نيويورك، الولايات المتحدة |                                                                                     |
| فاز     | 10–3     | إيان هاينيش           | ضربة فنية قاضية (بالركبة واللكمات) | يو إف سي على إي إس بي إن: ساندهاغن ضد ديلاشو | 24 يوليو 2021  | 2      | 3:09  | لاس فيغاس، نيفادا، الولايات المتحدة      |                                                                                     |
| خسر     | 9–3      | فيل هاوز              | قرار القضاة (بالأغلبية)            | يو إف سي ليلة القتال: بلايد ضد لويس          | 20 فبراير 2021 | 3      | 5:00  | لاس فيغاس، نيفادا، الولايات المتحدة      |                                                                                     |
| فاز     | 9–2      | جوردان ويليامز        | قرار القضاة (بالإجماع)             | يو إف سي على إي إس بي إن: هولم ضد ألدانا     | 4 أكتوبر 2020  | 3      | 5:00  | أبو ظبي، الإمارات العربية المتحدة        | العودة للوزن المتوسط.                                                               |
| فاز     | 8–2      | جوناثان مونييه        | ضربة فنية قاضية (باللكمات)         | أريس إف سي 1                                 | 14 ديسمبر 2019 | 1      | 4:27  | دكار، السنغال                            | نزال في وزن غير محدد (176 رطل).                                                     |
| فاز     | 7–2      | ماتيوز جلوش           | إخضاع (كيمورا)                     | تي إف إل 18: الطريق إلى البطولة              | 28 سبتمبر 2019 | 1      | غ/م   | كوزينيس، بولندا                          | فاز بلقب بطولة تي إف إل للوزن المتوسط.                                              |
| فاز     | 6–2      | فرانشيسكو ديمونتيس    | إخضاع (خنق خلفي عاري)              | قفص الشيطان: لا غابيا ديل ديافولو            | 26 يوليو 2019  | 1      | 2:26  | كوارتو سانت إلينا، إيطاليا               | الظهور الأول في الوزن المتوسط.                                                      |
| فاز     | 5–2      | جريجور ويبل           | قرار القضاة (بالإجماع)             | مدينة قفص فنون القتال المختلطة 1             | 17 مايو 2019   | 3      | 5:00  | لوسرن، سويسرا                            |                                                                                     |
| فاز     | 4–2      | غاري فورموزا          | ضربة فنية قاضية (باللكمات)         | سنتوريون إف سي 2                             | 4 نوفمبر 2017  | 1      | 2:02  | باولا، مالطا                             |                                                                                     |
| خسر     | 3–2      | ميخال ميخالسكي        | قرار القضاة (بالإجماع)             | إف إي رن 19: معركة فروتسواف                  | 14 أكتوبر 2017 | 3      | 5:00  | فروتسواف، بولندا                         | قتال الليلة.                                                                        |
| فاز     | 3–1      | بول لورانس            | ضربة فنية قاضية (باللكمات)         | سنتوريون إف سي 1                             | 13 مايو 2017   | 1      | 2:43  | باولا، مالطا                             |                                                                                     |
| فاز     | 2–1      | يانيس شوفري           | إخضاع (خنق برابو)                  | ليلة القتال الأولى 4                         | 8 أبريل 2016   | 1      | 2:32  | سانت إتيان، فرنسا                        |                                                                                     |
| فاز     | 1–1      | سعيد ماغوميد تاتشاييف | إخضاع (خنق خلفي عاري)              | ساحة القتال المصارع 3                        | 5 مارس 2016    | 1      | 3:20  | نيم، فرنسا                               |                                                                                     |
| خسر     | 0–1      | أيادي مجد الدين       | إخضاع (خنق المقصلة)                | 100% فايت 27: الرجل الأخير الصامد            | 4 فبراير 2016  | 1      | 4:49  | باريس، فرنسا                             | الظهور الأول في وزن الوسط.                                                          |

## وصلات خارجية
- نصر الدين إيمافوف على موقع يو إف سي (الإنجليزية)
- نصر الدين إيمافوف على موقع شيردوغ (الإنجليزية)
- نصر الدين إيمافوف على موقع Tapology.com (الإنجليزية)